# Kamienica pod św. Anną w Warszawie
Kamienica pod św. Anną – kamienica znajdująca się na rogu Rynku Starego Miasta i ul. Wąski Dunaj, znana także pod nazwami: Plumhoffowska, Rzepczyńska, Kazubowska, Pod św. Markiem, a co najmniej od pierwszej połowy XIX wieku nazywana niesłusznie kamienicą Książąt Mazowieckich.

## Historia

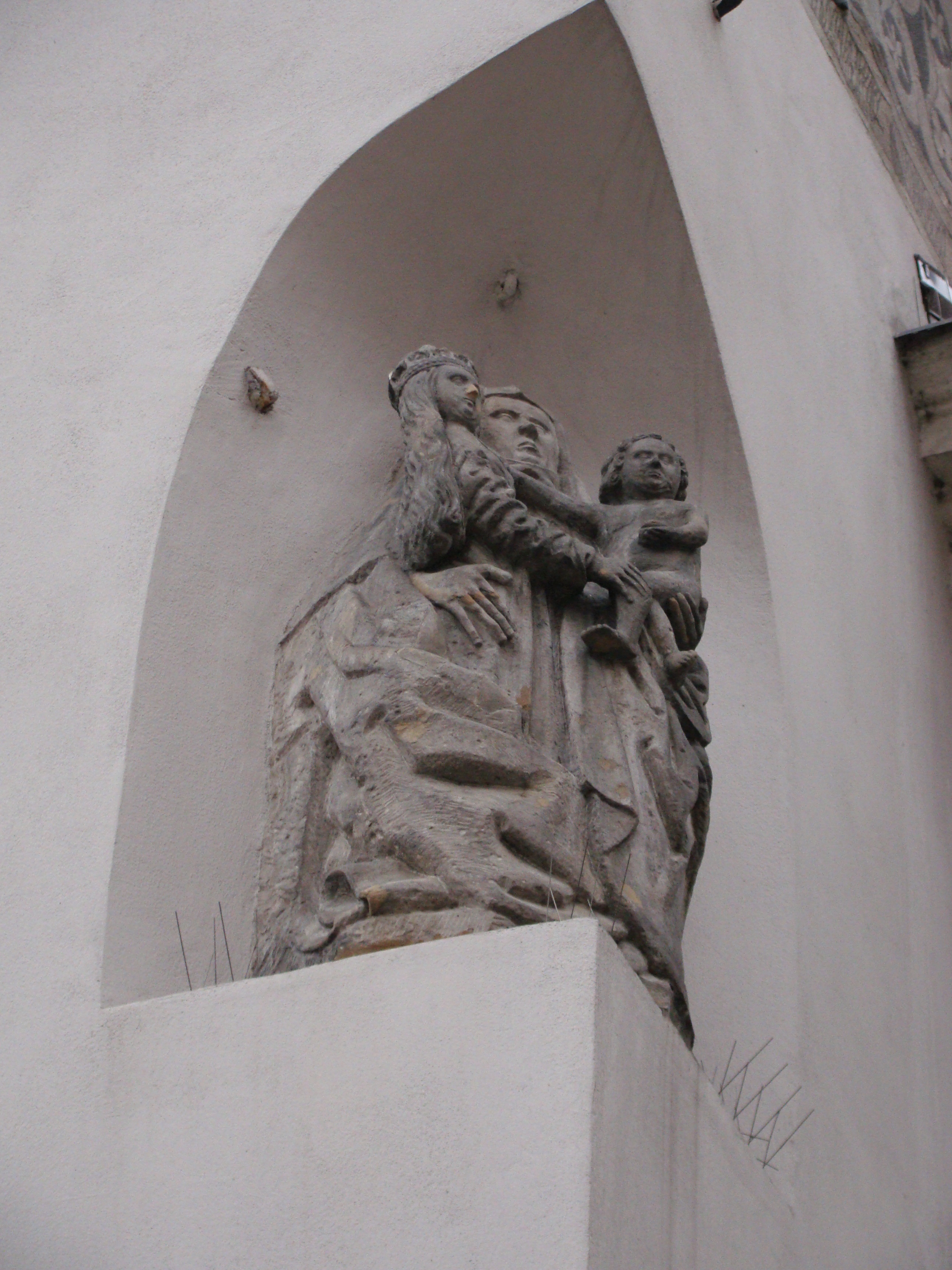
Figurka św. Anny Samotrzeciej

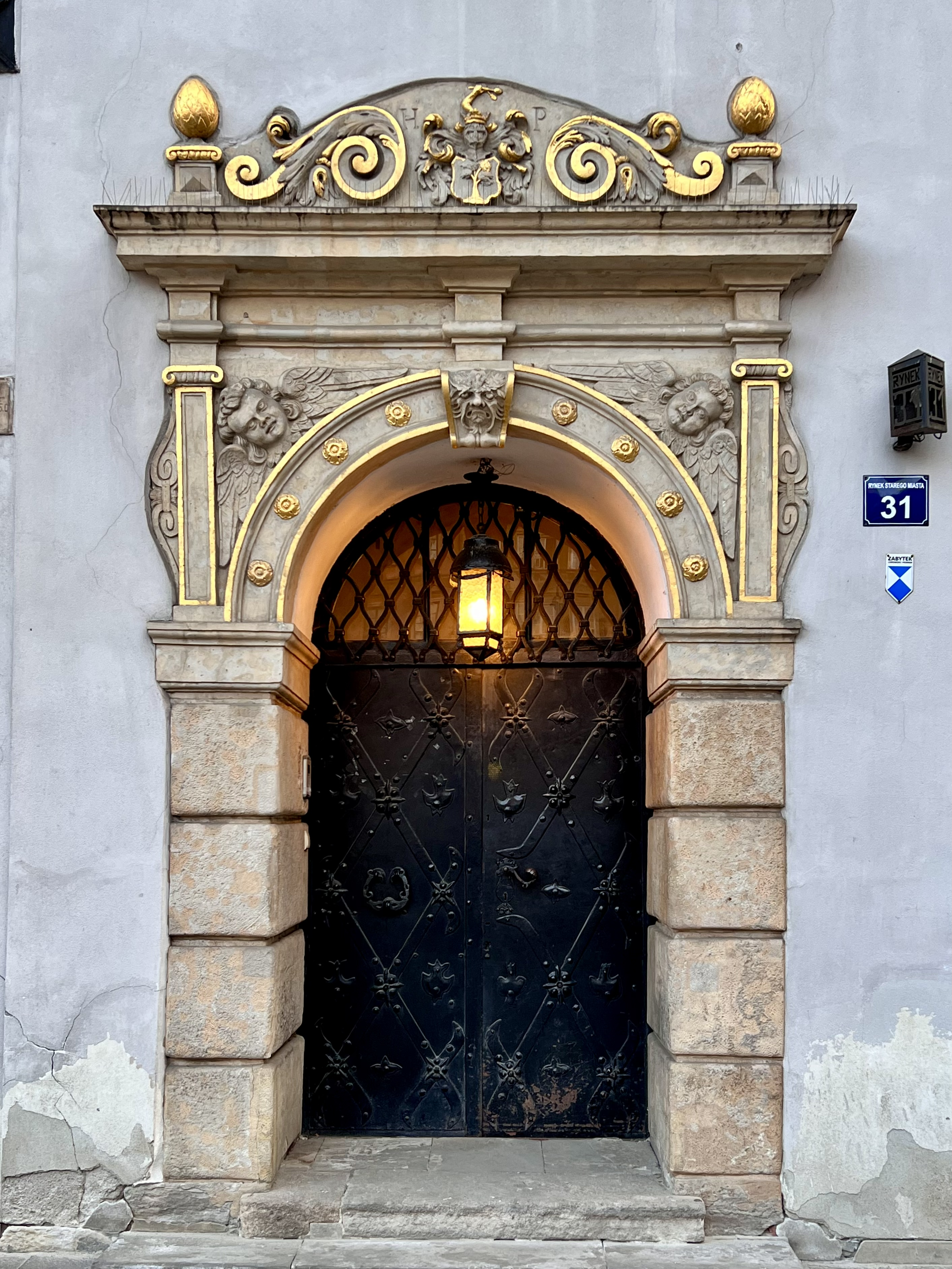
Portal wejściowy kamienicy

W 1440 wzmiankowany dom drewniany braci Rafaela Suchopędka i Wawrzyńca, kuśnierza, od 1462 ich spadkobiercy Ezechiela (Czechiela, Zachiela, Zachelisa), kuśnierza.
Kamienica wzniesiona przed 1466; wówczas jednotraktowa (obejmująca obecne dwa przednie trakty), podpiwniczona, trzykondygnacyjna z przyziemiem znacznie wyższym od obecnego i niskimi piętrami (przynajmniej drugim, może magazynowym). Z tego czasu zachowane fragmenty ścian piwnicznych i zewnętrzna ściana boczna z wnękami (od ul. Wąski Dunaj).
Od 1467 w rękach Macieja Rzepki, zapewne przez tę rodzinę rozbudowana o tylny trakt mieszczący izbę i przechód na podwórze (zachowane ściany: tylna i zewnętrzna od ul. Wąski Dunaj).
Od końca XV wieku w posiadaniu burmistrzowskiej rodziny Kazubów, przez których w początkach XVI w. kamienica została pierwszy raz gruntownie przebudowana, prawdopodobnie w kilku etapach (umieszczona niegdyś nad wejściem data 1535 mogła oznaczać zakończenie prac). Z tego okresu pochodzą ustawiona we wnęce figura św. Anny Samotrzeciej (z Matką Boską i Dzieciątkiem), dwa portale (obecnie w sieni) oraz późnogotycka blenda nad oknem w fasadzie.
Kamienica w latach 1556-1630 należała do Szałapskich (Sczalapskich), m.in. Adama, złotnika i Jana, pisarza kancelarii królewskiej, po 1581 zapewne remontowana.
W latach 1635–1637 kamienica przeszła drugą przebudowę, nadającą jej styl renesansowy. Przeprowadzona przez ówczesnego właściciela Henryka Plumhoffa (od którego pochodzi jedna z nazw kamienicy, Plumhoffowska), kupca, burmistrza; zmieniono wówczas wysokości kondygnacji (zachowane do dziś), w przyziemiu wydzielono sień, w ścianę której wmontowano oba portale, wykonano stiukową dekorację wielkiego sklepu w przyziemiu (niezachowana), elewacjom nadano nowy wystrój (portal, obramienia okien, dekoracja sgraffitowa, attyka, wykusz w elewacji bocznej).
Od 1645 własność Dawida Mintzera, serwitora królewskiego, następnie Dawida Zappio, burmistrza. Z nim zapewne wiązać można modyfikację fasady, na której umieszczono, dziś nieistniejącą, płaskorzeźbę św. Marka z lwem (od której pochodzi kolejna z nazw kamienicy – pod św. Markiem).
Od 1699 własność Winklerów. Od ok. 1732 własność Drewników (Drewnikowskich). W latach 1741–ok. 1780 należała do Jordana Kostrzewskiego, dra medycyny (w 1766 mieściła się tu restauracja francuska Quellusa). Od ok. 1784-1819 kamienica była własnością burmistrzowskiej rodziny Lobertów (Wojciecha, Jana, Karola), wówczas być może remontowana (po 1790).
W 1834 budynek został kolejny raz przebudowany przez ówczesnych (1821-1873) właścicieli: Marię i Franciszka Tietzów (Tyców): zmieniono podziały wnętrz, dobudowano przy elewacji tylnej klatkę schodową (wspólną z kamienicą tylną, ul. Piwna nr 48), przesłoniętą od Wąskiego Dunaju murem parawanowym z prześwitami, częściowo pozbawiono elewacje detalu i zlikwidowano attykę.
Od 1887 właścicielem był Franciszek Strycharzewski, od ok. 1907-1913 – Salomon Zond.
W roku 1913 kamienica została wykupiona ze składek społecznych oraz rąk prywatnych i przekazana na rzecz Towarzystwa Przyjaciół Historii. Z jego inicjatywy, po szczegółowych badaniach, konserwowana 1913–1915 przez Władysława Marconiego i Jarosława Wojciechowskiego; odsłonięto relikty gotyckie, częściowo zrekonstruowano attykę, przywrócono niektóre detale z przebudowy 1635-1637. 
Mieściła się tu znana w ówczesnej Warszawie wytworna restauracja francuska Quellusa. Później dom został wykupiony przez Towarzystwo Przyjaciół Historii i poddany konserwacji. Zawieruchę wojenną przetrwały ściany szczytowe oraz ściany i sklepienia parteru, dlatego kamienica jako jedna z nielicznych na Starym Mieście zachowała duże partie oryginalne. 
Zniszczenia budynku w czasie II wojny światowej szacowano na ok. 80%. Po zniszczeniach wojennych zachowane: piwnice, w większości fasada, elewacja boczna i sklepienia parteru. Po zabezpieczeniu 1947-1949 odbudowana 1948-1953 według projektu Jana Grudzińskiego, z zachowaniem ocalałych elementów, nowo projektowaną elewację tylną i wnętrzami, na parterze nawiązującymi do stanu sprzed 1944. 
W 2015 na fasadzie kamienicy została odtworzona płaskorzeźba przedstawiająca uskrzydlonego lwa, symbol Wenecji.
W 1965 roku kamienica została wpisana do rejestru zabytków.
W 2021 do rejestru zabytków ruchomych został zespół mebli oraz obiektów metaloplastycznych znajdujących się w kamienicy.

## Architektura
Budowla jest czterokondygnacyjna, trzytraktowa (na wyższych kondygnacjach połączona z kamienicą nr 29). Piwnice w trzech poziomach (z najniższego wejście do d. studni, zob. ul. Piwna nr 48).
Fasada późnorenesansowa z elementami gotyckimi. W przyziemiu, po lewej kamienny portal, również późnorenesansowy. Obok portalu zamurowany otwór piwniczny w kamiennym obramieniu; po prawej duże okno zamknięte odcinkowe, nad nim fragmenty ceglanych ostrołukowych blend profilowanych, z początków XVI wieku. Wyższe kondygnacje podzielone fryzami sgraffitowymi, 1635-1637 (częściowo rekonstruowanymi), przechodzącymi na elewację boczną, o motywach wici roślinnej, głów kobiecych, ptaków. W narożniku północno-wschodnim skarpa, nad którą na piętrze, w płytkiej niszy stoi późnogotycka kamienna figura św. Anny Samotrzeć z pierwszej połowy XVI wieku. Na poziomie I i częściowo II odsłonięty gotycki mur ceglany, w części wschodniej z pięcioma smukłymi oprofilowanymi wnękami ostrołukowymi ok. poł. w. XV.